# Bloodsports
Bloodsports é o sexto álbum de estúdio da banda britânica de rock alternativo Suede, lançado pela Warner Bros. Records em março de 2013.
É o primeiro disco do grupo desde A New Morning (2002) e o primeiro álbum desde o hiato que o grupo passou. A produção musical foi assinada por Ed Buller. Segundo o vocalista Brett Anderson, a musicalidade do projeto é uma mescla de Dog Man Star (1994) e Coming Up (1996), e liricamente aborda sobre "a carnal disputa do amor". Foi o disco mais elogiado da banda pela mídia especializada desde 1996.

## Faixas
| N.º | Título                             | Compositor(es)                                     | Duração |  |
| 1.  | "Barriers"                         | Brett Anderson, Richard Oakes, Neil Codling        | 3:42    |  |
| 2.  | "Snowblind"                        | Anderson, Oakes                                    | 4:03    |  |
| 3.  | "It Starts and Ends with You"      | Anderson, Codling                                  | 3:51    |  |
| 4.  | "Sabotage"                         | Anderson, Codling                                  | 3:45    |  |
| 5.  | "For the Strangers"                | Anderson, Oakes, Codling                           | 4:12    |  |
| 6.  | "Hit Me"                           | Anderson, Oakes, Codling                           | 4:03    |  |
| 7.  | "Sometimes I Feel I'll Float Away" | Anderson, Oakes                                    | 4:12    |  |
| 8.  | "What Are You Not Telling Me?"     | Anderson, Oakes, Codling                           | 3:12    |  |
| 9.  | "Always"                           | Anderson, Oakes, Codling, Simon Gilbert, Mat Osman | 4:42    |  |
| 10. | "Faultlines"                       | Anderson, Oakes, Codling                           | 4:05    |  |